# The Wild One
The Wild One (en España, Salvaje; en Venezuela, El salvaje) es una película dramática de 1953, dirigida por László Benedek y protagonizada por Marlon Brando, Mary Murphy, Robert Keith y Lee Marvin. Está basada en una novela corta de Frank Rooney, The Cyclists' Raid, publicada en la revista estadounidense Harper's Magazine en enero de 1951.
La historia de Rooney, basada en un hecho real, se enfoca en los acontecimientos sucedidos en el pueblo californiano de Hollister el 21 de julio de 1947, cuando un grupo de motociclistas protagonizó diferentes altercados en la zona. El guion de John Paxton y Ben Maddow se centra en dos bandas de motociclistas que alteran la vida cotidiana de un pueblo californiano.

## Argumento
Una banda de motociclistas, los Black Rebels Motorcycle Club (BRMC), llega a una ciudad mientras se está realizando una carrera de motos y empieza a causar problemas. Antes de que la policía los obligue a irse, uno de los miembros se roba un trofeo de la competencia y se lo entrega al líder de la banda, Johnny Strabler. 
Se dirigen a Wrightsville donde nuevamente causan problemas al chocar el auto de uno de los habitantes que le pide al jefe de policía que haga algo, pero como el policía no tiene el carácter para tomar decisiones el asunto se disuelve. En este incidente uno de los miembros del grupo se lastima, por lo tanto todos deberán quedarse un tiempo más en la ciudad hasta que este se recupere. Mientras esperan, Johnny y sus compañeros deciden tomar unas cervezas en un café donde el líder de los motociclistas conoce a Kathie, por la que empieza a interesarse y decide quedarse un tiempo más en el lugar. Pero pronto descubre que ella es la hija del policía del pueblo y decide irse. Sin embargo, otro grupo de motociclistas llega justo a la ciudad. Este grupo había surgido luego de dividirse el grupo en el que Johnny estaba antes. El líder de esta nueva banda, Chino, le roba el trofeo a Johnny, ambos comienzan a pelear por él y Johnny gana.
Mientras Johnny y Chino pelean, uno de los habitantes quiere irse con su auto y al querer pasar por donde la pelea estaba ocurriendo termina hiriendo a un motociclista del grupo de Chino por lo que todo el grupo intenta dar vuelta al auto. El policía interviene y arresta únicamente a Chino ya que si arresta a Charlie, el habitante que intentó irse, tendrá futuros problemas con el resto de sus conciudadanos. Los Beetles, el grupo de Chino, en la noche cortan las telecomunicaciones y algunos miembros de BRMC, el grupo de Johnny, secuestran a Charlie y lo encierran con Chino quien decide quedarse en la celda al estar demasiado borracho.
Ambos grupos comienzan a hacer desastres e incluso acorralan a Kathie hasta que Johnny aparece, la rescata y la aleja de la ciudad. Kathie se da cuenta de que Johnny realmente se siente atraído por ella, pero cuando la muchacha le confiesa como ella se siente, Johnny la rechaza. Kathie sale corriendo llorando y Johnny sale a buscarla. Mientras tanto el tío de Kathie ve toda la situación y la malinterpreta. Este supuesto ataque a Kathie rebosa el vaso y varios habitantes se juntan, atrapan a Johnny y lo golpean. Johnny logra escapar cuando el policía, padre de Kathie, aparece y funciona como distracción. Nuevamente salen a perseguir al motociclista y le pegan con un caño en la cabeza. Johnny pierde el conocimiento, cae de la motocicleta que sigue su trayecto sin control, chocando y matando al anciano trabajador del café al que recurrían los motociclistas.
El sheriff regresa al pueblo y devuelve el orden. En un principio Johnny es arrestado por la muerte del anciano, pero luego, gracias a los testimonios principalmente del padre de Kathie, el policía de la ciudad, y su hermano, el dueño del café, logra ser puesto en libertad. Johnny no puede agradecerles y se va con su grupo por pedido del sheriff. Sin embargo, Johnny vuelve solo y regresa al café para despedirse de Kathie por última vez dándole el trofeo que siempre llevaba con él.

## Reparto
- Marlon Brando: Johnny Strabler y narrador
- Mary Murphy: Kathie Bleeker
- Robert Keith: el jefe de policía Harry Bleeker
- Lee Marvin: Chino
- Jay C. Flippen: el sheriff Stew Singer
- Peggy Maley: Mildred
- Hugh Sanders: Charlie Thomas
- Ray Teal: Frank Bleeker
- Jerry Paris: Dextro
- Alvy Moore: Pigeon
- Gil Stratton: Mouse
- Richard Farnsworth

## Impacto en la cultura pop

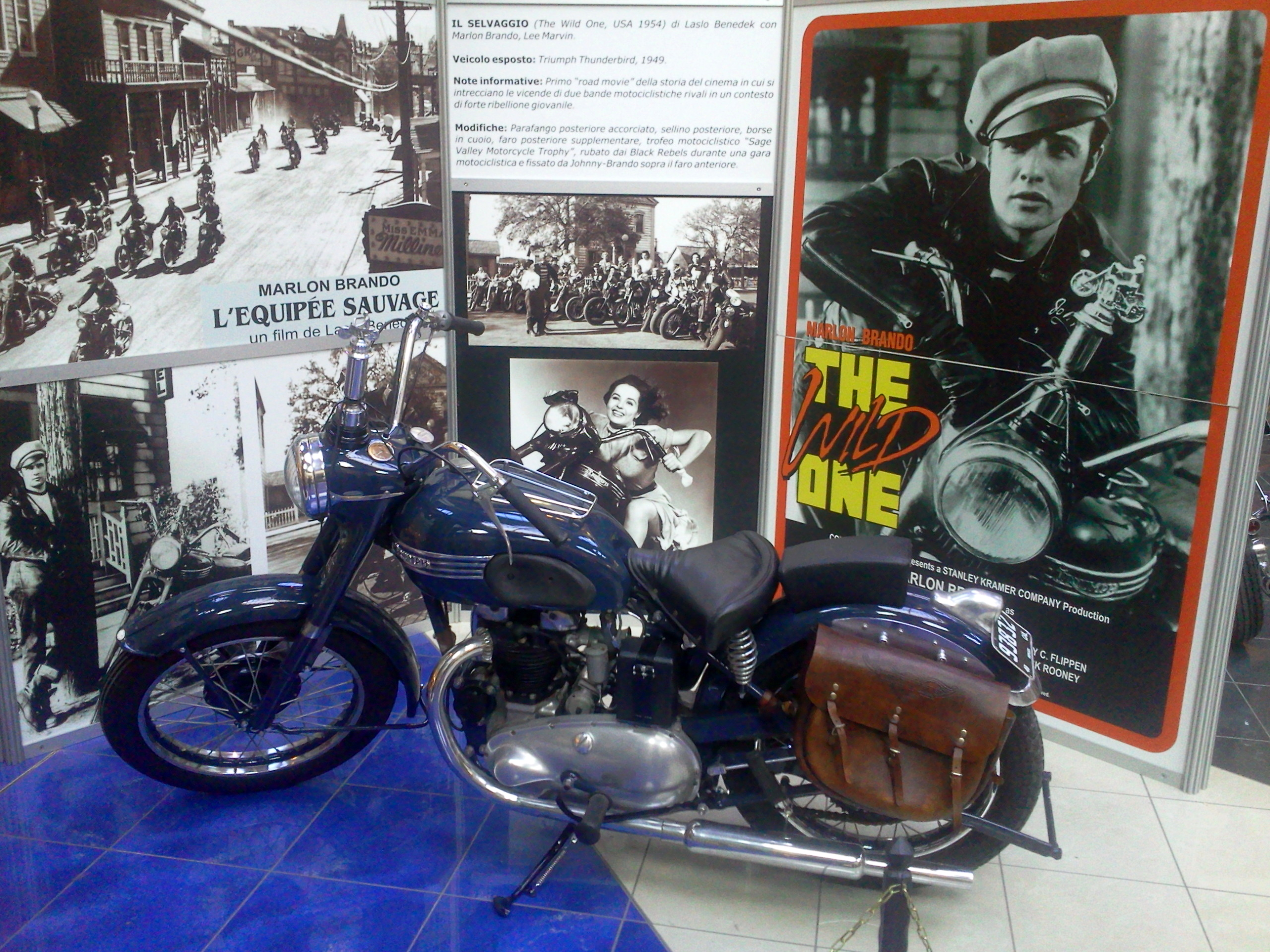
Motocicleta Triumph Thunderbird 6T, usada por Johnny (Marlon Brando)

Estrenada durante la posguerra, la película reflejó los cambios culturales que los adolescentes estaban experimentando por primera vez. Tanto en Inglaterra como en Estados Unidos, surgieron grupos de jóvenes inconformes, como los Teddy Boys, Greasers y Hell's Angels, que crearon la subcultura biker para externar sus preocupaciones. En el Reino Unido, la película fue censurada por la British Board of Film Censors durante 14 años. Finalmente, fue calificada como 'X' en noviembre de 1967.
El éxito de la película provocó un auge en la producción de películas enfocadas en adolescentes impulsivos que forman sus propias bandas y retan el statu quo, además de consolidar a Brando en un ícono del cine. Algunas de las películas influenciadas por la película son Rebelde sin causa (1955), West Side Story (1961), Grease (1978), Quadrophenia (1979), The Warriors (1979) y The Outsiders (1983). La serie animada Los Simpsons referenció esta película en sus episodios 'Separate Vocations' y en 'Take my wife, sleaze'.